# Moosleerau
Moosleerau es una comuna suiza del cantón de Argovia, situada en el distrito de Zofingen. Limita al noroeste con Staffelbach, al norte con Kirchleerau, al este con Schmiedrued, al sur con Triengen (LU), al suroeste con Reitnau, y al oeste con Attelwil.